# Virginia Dighero
Virginia Dighero, vedova Zolezzi (Lavagna, 24 dicembre 1891 – Lavagna, 28 dicembre 2005), è stata una supercentenaria italiana, vissuta 114 anni e 4 giorni.
All'epoca della sua morte era, oltre che la donna più longeva d'Italia e d'Europa, la persona più anziana mai vissuta nel Bel paese, titolo che avrebbe detenuto sino al 2010, quando Venere Pizzinato lo infranse.

## Biografia
Virginia Dighero nacque il 24 dicembre 1891 a Lavagna, in Liguria, nell'allora Regno d'Italia. Di origine contadina, si sposò con Giobatta Zolezzi, deceduto 89enne nel 1984. Dal marito ebbe due figli: Giacomo ed Attilio.
Trascorse la sua intera vita a Lavagna; intorno ai 105 anni, a causa di problemi di salute, venne costretta a letto. A 111 anni, a seguito della morte del 112enne sardo Giovanni Frau, Virginia Dighero divenne Decana d'Italia. Il 5 giugno 2005, all'età di 113 anni e 163 giorni, superò il record della pugliese Maria Teresa Fumarola, divenendo l'italiana più longeva di sempre. 
Il 30 agosto successivo, alla morte della 115enne olandese Hendrikje van Andel-Schipper, Virginia Dighero divenne la persona vivente più anziana d'Europa. Il 24 dicembre celebrò, in compagnia dei propri figli, entrambi ottuagenari, il proprio 114º compleanno; in quell'occasione venne visitata dal sindaco di Lavagna, Giuliano Vaccarezza, e ricevette un telegramma dal Presidente della Repubblica, Carlo Azeglio Ciampi. Ormai pressoché priva di lucidità, alle 13:30 di quattro giorni dopo venne colpita da un'ischemia, che la condusse alla morte. Il funerale si svolse a partire dalle 10:00 del 30 dicembre; più tardi il feretro venne tumulato nel cimitero di Cavi, al fianco del marito.